# Головатий Юрій Максимович
Юрій Максимович Головатий (19 липня 1923, Бориспіль — 23 вересня 1944) — радянський офіцер, Герой Радянського Союзу, в роки радянсько-німецької війни командир мінометної батареї 9-ї гвардійської механізованої бригади (3-й гвардійський механізований корпус, 47-а армія, Воронезький фронт) гвардії старший лейтенант.

## Біографія
Народився 19 липня 1923 року в селищі Бориспіль (нині місто Київської області України), в сім'ї робітника. Українець. Член ВКП(б) з 1943 року. Закінчив 10 класів. Працював учителем.
У Червоній Армії з червня 1941 року. Закінчив Талліннське мінометне училище.
У діючій армії з листопада 1942 року. У званні молодшого лейтенанта прибув на Сталінградський фронт. Командуючи мінометним взводом, потім ротою пройшов шлях від Волги до Балтики.
Особливо відзначився при форсуванні Дніпра. У ніч на 30 вересня 1943 року гвардії старший лейтенант Головатий в числі перших переправився через Дніпро в районі села Селише (Канівський район Черкаської області, Україна). Утримуючи плацдарм, вміло коригуючи вогонь мінометників, відбивав неодноразові атаки ворога. Під час однієї з них, коли німцям вдалося впритул наблизитися до позицій батареї, підняв бійців в контратаку; німці не витримали рукопашного бою і в черговий раз відступили.
Звання Героя Радянського Союзу з врученням ордена Леніна і медалі «Золота Зірка» (№ 1680) гвардії старшому лейтенанту Головатому Юрію Максимовичу присвоєно Указом Президії Верховної Ради СРСР від 25 жовтня 1943 року.
Загинув 23 вересня 1944 року на південь від селища Балдоне (нині місто Ризького району Латвії). Похований у братській могилі в Балдоне.

## Нагороди, пам'ять

Погруддя у Борисполі

Нагороджений орденом Леніна, Вітчизняної війни 1-го ступеня, Червоної Зірки, медаллю «За оборону Сталінграда».
Ім'ям Героя названі вулиці в містах Ризі, Борисполі і Каневі, школи в Борисполі, Волгограді і Балдоне. В Борисполі на Алеї Героїв було встановлено погруддя Юрія Головатого (демонтовано 21 вересня 2022 року ).